# Майовский, Йозеф
Йозеф Майовский (словац. Jozef Májovský; 10 июня 1920, Прешов — 16 апреля 2012, Братислава) — словацкий ботаник, педагог.
Заведующий кафедрой ботаники Университета Коменского, директор Ботанического сада г. Братислава.

## Научные исследования
Научные интересы - кариология и цитотаксономия растений, геоботаника, флористика.

## Важнее труда
- "Obrázková kvetena Slovenska", Obzor, 1965
- "Rastliny vôd, močiarov a lúk", 1968, 1981
- "Rastliny lesov I.", Obzor, 1976
- "Rastliny lesov II.", Obzor, 1977
- "Rastliny pieskov a strání", Obzor, 1977
- "Karyotaxonomický prehľad flóry Slovenska", Veda, 1987